# ビアース川

インダス川の流域図

ビアース川（ヒンディー語: ब्यास、パンジャーブ語: ਬਿਆਸ、英語: Beas River、BiásまたはBiasとも）は、インド北部を流れる河川。インドのヒマーチャル・プラデーシュ州中部のヒマラヤ山脈に源を発して、パンジャーブ州でサトレジ川と合流する。全長は470kmで流域面積は20,303km2である。

## 語源
ビアース川はヴェーダでは「Arjikuja」、古代ギリシアでは「ヒファシス」（「ヒュパシス」とも。ギリシア語: Ύφασις Hyphasis）と呼ばれる。
ビアースという名は、ヴィヤーサの転訛であるとも言われる。伝説によると、ヴィヤーサは泉源のヴィヤース・クンド湖からビアース川を創り出したという。

## 歴史
紀元前326年、ヒュダスペス河畔の戦いに勝利したアレクサンドロス3世の軍勢はビアース河畔で休めていた。このとき、すでに故郷を8年間離れている兵士たちはそれ以上の進撃を拒否した。アレクサンドロス大王は3日間テントに篭っていたが、兵士たちの考えが変わらないとわかると、やむなく引き返した。ラージャシェハラのKavyamimansaによると、プラティーハーラ朝のマヒーパーラ1世（在位：913年 - 944年）の治世では、王国の版図は最大になり、その北西はビアース川の上流まで達するという。1285年には、チャガタイ・ハン国と奴隷王朝の間で「ビアース川の戦い」が起きた。
20世紀になると、ビアース計画によりビアース川沿岸の開発がはじめ、灌漑と水力発電のためのインフラが整備され、1974年にポングダムが、1977年にパンドーダムがそれぞれ完成した。ポングダムはタールワーラ地方の灌漑が主な目的だったが、すぐに水力発電の整備が整え、360MWの発電ができるようになった。パンドーダムはトンネルなどで河水をサトレジ川の発電所まで誘導して990MW出力の発電ができる。

## 流域

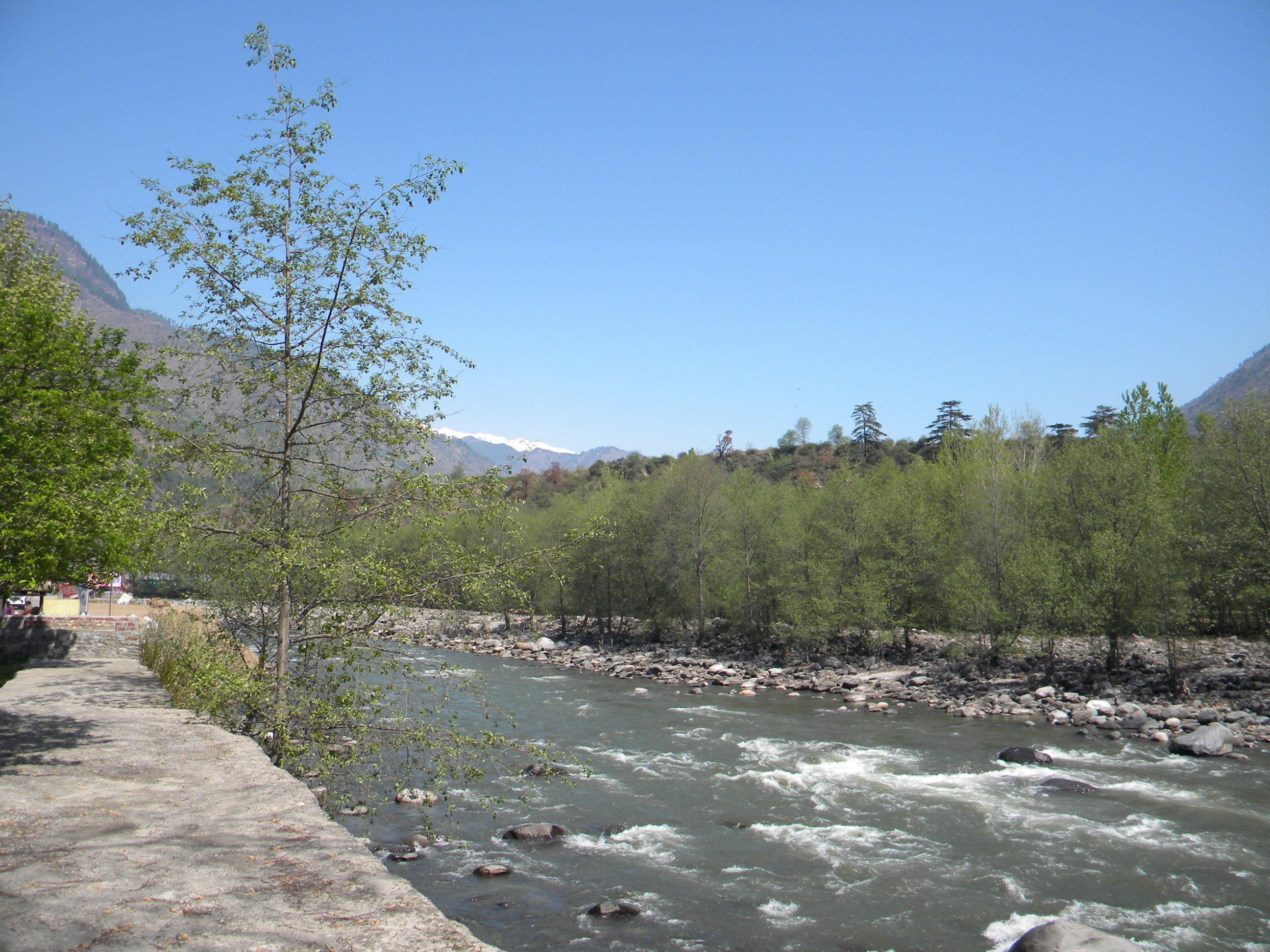
マナリの南にあるクールから見るビアース川と山

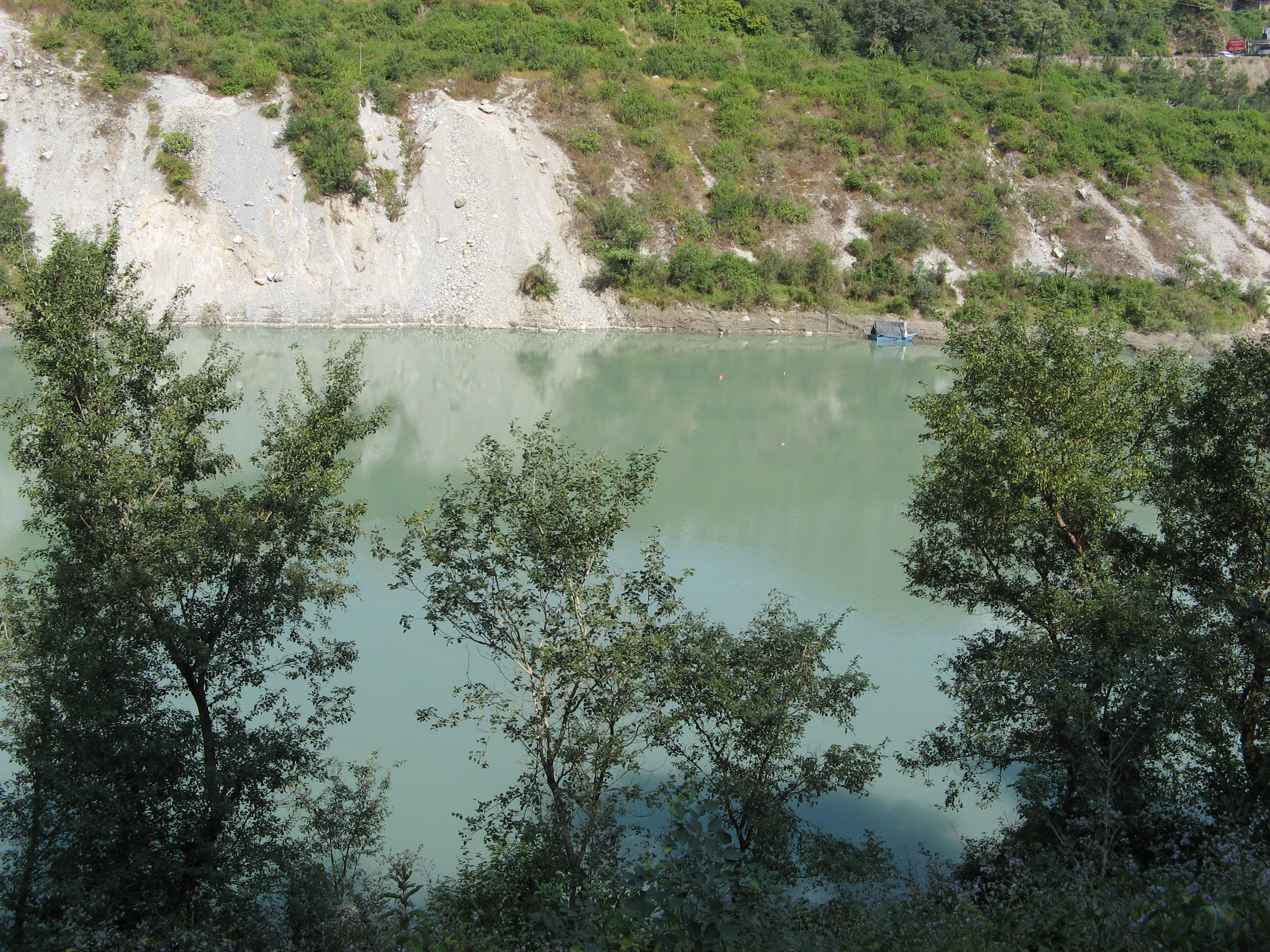
ヒマーチャル・プラデーシュ州を流れるビアース川

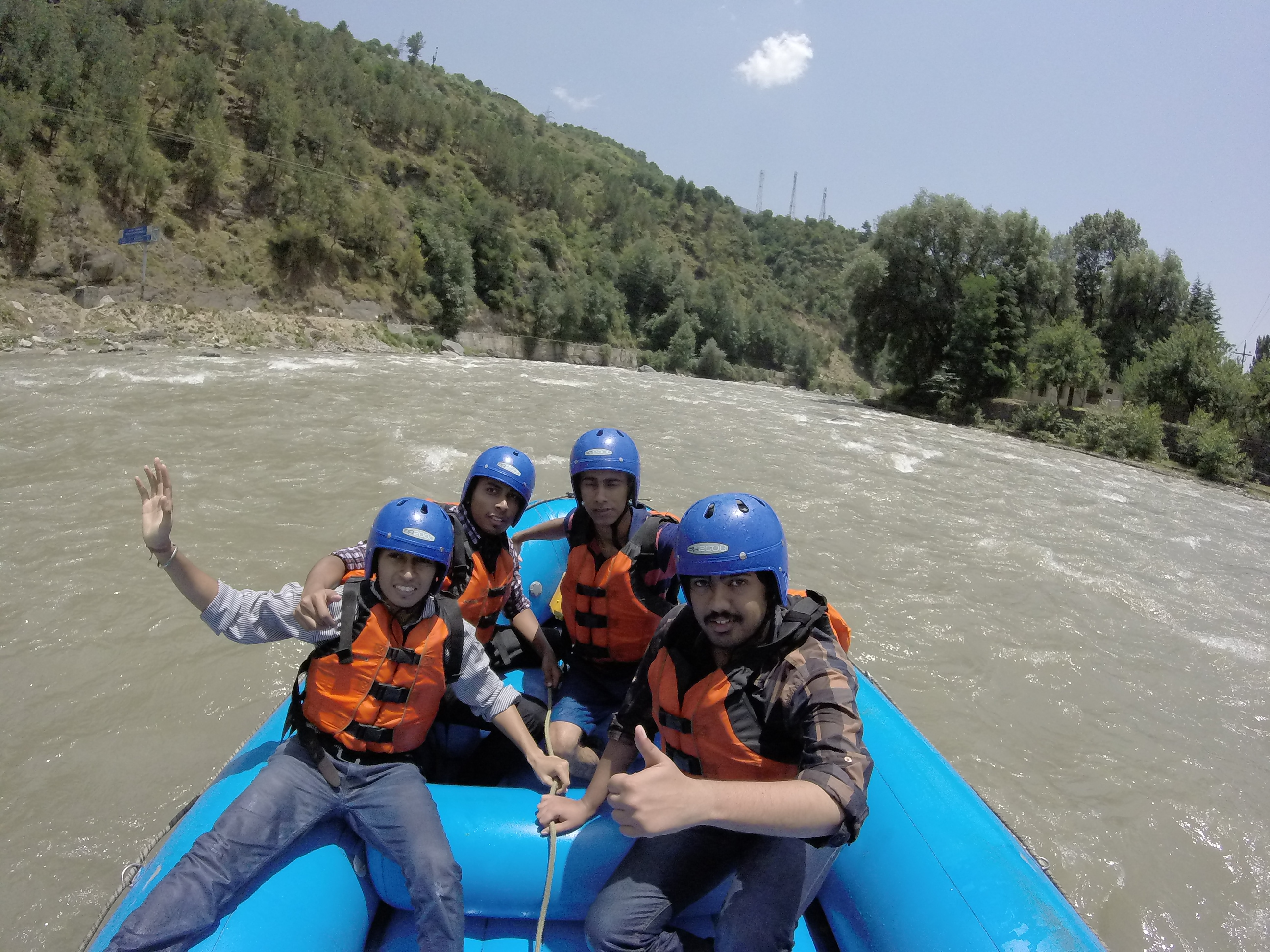
クールを流れるビアース川でラフティングを楽しむ旅行者たち

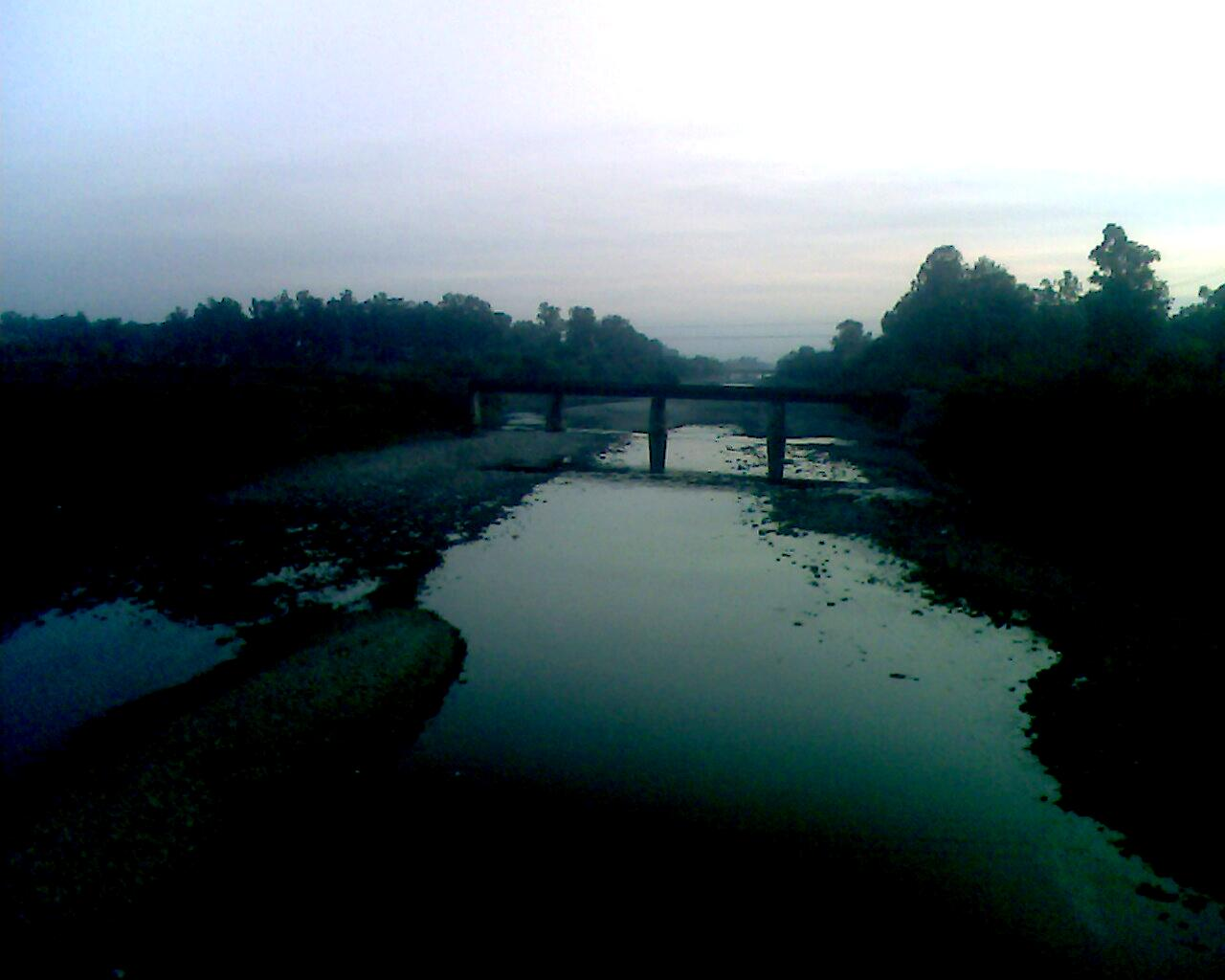
パタンコットを流れるビアース川

ビアース川はロータング峠の南にあるクールを通るところで標高4361mに達する。その後、マンディー県を通ってカーングラー県になると標高は590mまで落ちる。カーングラー県のReh近くで三手に分かれ、Mirthalを通ったところで再び合流する（標高は300mになる）。ホシアールプルで急に北に転向し、カーングラー県との境界を形作る。そのままシヴァリク山の山麓を回って南へ向かい、グルダースプルとホシアールプルの間を通る。そして、アムリトサルとカプールタラーの間を通ると、サトレジ川に合流する。サトレジ川はそのままパンジャーブ州を流れて、バハーワルプル近くのウチュでチェナーブ川と合流してパンジャナード川になり、最後はミタンコットでインダス川と合流する。
ビアース川はインダスカワイルカのインドでの唯一の生息地であり、ゴールデンマハシール、ホッグジカ、ビロードカワウソ、インドガビアルなども生息している。ポングダムのダム湖のマハラーナ・プラタープ・サガル貯水池およびポングダムから河口までの本流はラムサール条約登録地である。
1960年のインド・パキスタン間のインダス水協定では、ビアース川はインドに割り当てられている。

## 2014年の事故
2014年6月8日、工学部の学生24名とツアーガイド1名がビアース川で溺死した。当時ラールジダムの水門が開いているが付近には警告の立て札などがなく、学生とガイドはダムに立ち入って写真を撮っていた。すると水位がいきなり1.8メートルまで上がって、25名全員が流されて死亡した。